# Sosso-Bala
Sosso-Bala – historyczny balafon drewniany, przechowywany w Niagassoli w Gwinei, uważany za oryginalny instrument z XIII wieku, związany z powstaniem imperium Mali; uznawany za symbol jedności społeczności Mande. 
Wedle ustnych przekazów Mande, balafon należał do króla ludu Sosso Soumaoro Kantégo, który miał dojść do władzy dzięki magicznej mocy instrumentu. Instrument miał być albo zbudowany osobiście przez króla Kantégo albo być podarunkiem dżinna. Dla króla na balafonie grał niewolnik Bala Faséké Kouyaté, który wcześniej był griotem Sundiaty Keïty. Keïta pokonał Kantégo w bitwie pod Kiriną w 1236 roku i balafon przekazał w opiekę Kouyatému. Instrument był przekazywany z pokolenia na pokolenie w rodzinie Kouyatégo. 
Sosso-Bala przechowywany jest w glinianej chacie wraz z innymi przedmiotami z okresu Sundiaty Keïty. Jego strażnikiem – Balatigui – jest patriarcha rodziny Dökala, potomek Kouyatégo. Nikt nie może grać na Sosso-Bala poza Balatigui. Instrument używany jest do gry jedynie podczas ważnych uroczystości, na przykład z okazji uroczystości Nowego Roku lub podczas pogrzebów. 
W 2001 roku przestrzeń kulturowa Sosso-Bala została uznana za arcydzieło ustnego i niematerialnego dziedzictwa ludzkości a w 2008 roku wpisana na listę niematerialnego dziedzictwa UNESCO.